# کوپن تقلبی
کوپن تقلبی (به روسی: Фальшивый купон, Fal'shivyi kupon)یک رمانچه دو قسمتی اثر لئو تولستوی است. هرچند وی طرح نخستین این رمانچه را از سال‌های پایانی ۱۸۹۰ در سر داشت، اما در سال ۱۹۰۲ آغاز به نوشتن آن کرد و در سال ۱۹۰۴ نگارش آن را به پایان رساند.

## درآمدی بر اثر
داستان از دو بخش تشکیل شده‌است: در بخش نخست، یک پسر مدرسه‌ای به نام میتیا به شدت نیازمند پول است تا بدهی خود را پرداخت کند، اما پدر وی از هرگونه کمک به او سرباز می‌زند. پسر که احساس ناامیدی می‌کند تحت تأثیر اغواگری‌های یکی از دوستانش به نام ماخین یک کوپن ۲٫۵ روبلی را به گونه‌ای تغییر می‌دهد تا ۱۲٫۵ روبل خوانده شود. این فریبکاری، زنجیره‌ای از پیشامدهای ناگوار را رقم می‌زند و زندگی بسیاری از افراد را تحت تأثیر قرار می‌دهد تا جایی که غیرمستقیم سبب کشته شدن یک زن توسط یک مرد در پایان بخش یک می‌شود و در بخش دوم داستان میتیا سعی می‌کند از طریق مذهب از کاری که کرده‌است توبه کند و رستگار شود.
تولستوی این رمانچه را در سال‌های پایانی عمرش بعد از اعلام تکفیر نسبت به دین نوشته‌است و با خرسندی سعی می‌کند پرهیزگاری دروغین و دورویی مذهب را آشکار کند اما در همان حال به عقیده‌اش مبنی بر توانایی انسان در پیدا کردن حقیقت راستین پایبند می‌ماند؛ و اینچنین داستان امیدوارانه ادامه می‌یابد به خصوص در بخش دوم که نشان می‌دهد کارهای خوب یا بد انسان اثری مانند دومینو داردو نه تنها خود انسان بلکه کل جامعه انسانی را می‌تواند تحت تأثیر قرار بدهد.

## اقتباس‌ها
روبر برسون فیلم پول را بر اساس الهامی از بخش نخست کتاب کوپن تقلبی ساخته‌است، و زمان روی‌دادن داستان را از دوره امپراتوری روسیه به دوره سرمایه‌داری در فرانسه تغییر می‌دهد.
فیلم سرزمین یخ‌زده (به فنلاندی: Paha Maa) نیز یک فیلم تحسین شده فنلاندی است که توسط آکو لوهیمیز کارگردانی شده و درون مایه آن بر اساس بخش اول این کتاب است.